# Pete Christlieb
Pete Christlieb (* 16. Februar 1945 in San Francisco) ist ein amerikanischer Musiker (Tenorsaxophon, Flöte, Klarinette und Bassklarinette) des Modern Jazz, der hauptsächlich als Studiomusiker tätig ist.

## Leben und Wirken
Christlieb stammt aus einer Musikerfamilie und erhielt ab dem siebten Lebensjahr Geigenunterricht. Auf der Highschool erlernte er Saxophon, um sich dann auf dem College mit Musiktheorie und Komposition zu beschäftigen. 1963 und 1964 spielte er bei Jerry Gray, dann bei Chet Baker und bei Si Zentner, bevor er Bigband-Erfahrung bei Woody Herman, bei Louis Bellson und kurz auch bei Count Basie sammelte. Anschließend war er als Studiomusiker aktiv und nahm für Elvis Presley, Diane Schuur, Tom Waits und Steely Dan ebenso wie für Sarah Vaughn, Shelly Manne, Quincy Jones, Ray Barretto oder Rosemary Clooney auf; des Weiteren wirkte er bei Sonny’s Dream (Birth of the New Cool) von Sonny Criss mit. Von 1972 bis 1992 trat er als Mitglied der Band von Doc Severinsen in der Tonight Show auf. Seit 1971 legte er immer wieder eigene Jazz-Veröffentlichungen vor. Seine Kreativität stellte er laut Kunzler besonders auf mehreren Platteneinspielungen im Quartett und Quintett mit Warne Marsh (etwa Apogee von 1979) unter Beweis. Er leitete ein eigenes Quartett und ein Tentett, The Tall and Small Group und arbeitete regelmäßig mit Bill Holman. Zu hören ist er u. a. auch auf  Carl Saunders’ Album The Lost Bill Holman Charts (2007).

## Diskographische Hinweise
- Conversations with Warne, Vol.1 & 2 (Criss Cross, 1978)
- Going My Way (1982)
- Late Night Jazz (2000)

## Lexigraphische Einträge
- Leonard Feather, Ira Gitler: The Biographical Encyclopedia of Jazz. Oxford University Press, New York 1999, ISBN 0-19-532000-X.
- Martin Kunzler: Jazz-Lexikon. Band 1: A–L (= rororo-Sachbuch. Bd. 16512). 2. Auflage. Rowohlt, Reinbek bei Hamburg 2004, ISBN 3-499-16512-0.